# Thunder in the East
Thunder in the East is een Amerikaanse dramafilm uit 1952 onder regie van Charles Vidor. Destijds werd de film in Nederland uitgebracht onder de titel Intriges in het Oosten.

## Verhaal
Kort na de onafhankelijkheid van India gijzelt een rebel een hotel vol Britten en Amerikanen. De wapenhandelaar Steve Gibbs komt in aanvaring met een Indiase pacifistenleider en wordt verliefd op de dochter van een Britse missionaris. Daardoor meldt hij zich aan als huurling en raakt hij betrokken bij de gijzeling.

## Rolverdeling
| Acteur          | Personage         |
| --------------- | ----------------- |
| Alan Ladd       | Steve Gibbs       |
| Deborah Kerr    | Joan Willoughby   |
| Charles Boyer   | Premier Singh     |
| Corinne Calvet  | Lizette Damon     |
| Cecil Kellaway  | Dr. Willoughby    |
| Marc Cavell     | Moti Lal          |
| John Abbott     | Nitra Puta        |
| Philip Bourneuf | Newah Khan        |
| John Williams   | Generaal Harrison |
| Charles Lung    | Maharadja         |
| Leonard Carey   | Dr. Paling        |
| Nelson Welch    | Norton            |